# Ivan Fiódorov (impressor)
Ivan Fyodorov ou Ivan Fedorov (em russo: Ива́н Фёдоров; em ucraniano: Іван Федоров; nascido c. 1510 ou c. 1525 – morreu em 16 de dezembro de 1583) algumas vezes transliterado como Fiodorov, foi um dos pais da impressão eslava oriental (junto com Schweipolt Fiol e Francysk Skaryna). Ele também era um hábil fabricante de canhões e o inventor de um multicanal morteiro. Fyodorov foi forçado a sair de Moscou por causa de suas tentativas de empregar as "blasfemas" novas técnicas de impressão, e encontrou refúgio na Polônia-Lituânia, primeiro em Zabłudów, depois mais notavelmente em Ostroh, onde foi fundamental na publicação da Bíblia de Ostrog.

## Nome
Naqueles tempos os russos ainda não tinham sobrenomes hereditários, mas usavam patronímicos ou apelidos, que também não eram estáveis. Em seu primeiro livro "Apostolos" (impresso em Moscou em 1564) ele se chamou no estilo típico russo Ivan Fedorov, ou seja, "Ivan, filho de Fedor". Em seu outro livro famoso "Bíblia de Ostrog" (1581) ele se chamou tanto em eslavo eclesiástico quanto em grego como "Ivan, filho de Feodor (Феодоров сын, Θεοδώρου υἱός), um impressor de Moscou". Na versão grega havia "da Grande Rússia" em vez de "de Moscou". Mas quando estava vivendo por muito tempo na República das Duas Nações, ele adotou um patronímico de estilo ruteno local na grafia polonesa "Fedorowicz" e também adicionou um apelido indicando sua origem. Em seus documentos latinos ele assinava Johannes Theodori Moscus (ou seja, "um moscovita"), ou Ioannes Fedorowicz Moschus, typographus Græcus et Sclavonicus. Como resultado da substituição dialetal da consoante /f/ por /x~xw/ nas primeiras línguas eslavas orientais, a primeira letra F às vezes era mudada, então o patronímico se tornou Chwedorowicz ou Chodorowicz. Em seus livros eslavônicos posteriores (impressos na RDN) ele assinou "Ioann (Ivan) Fe(o)dorovich" (com algumas diferenças ortográficas), e adicionou um apelido "um impressor moscovita" ou simplesmente "um moscovita".

## Biografia

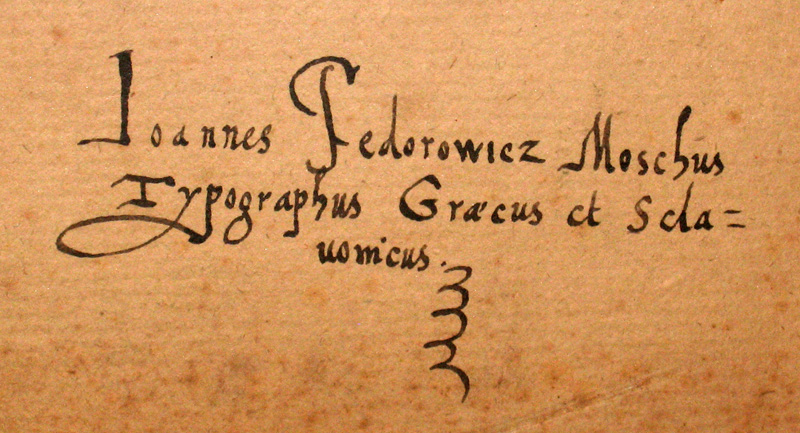
Autógrafo de Fyodorov de 23 de julho de 1583

Nem seu local nem sua data de nascimento são conhecidos. Presume-se que ele nasceu c.  1510 ou c.  1525, muito provavelmente em Moscou durante o período do Grão-Ducado - ele se chamava de moscovita mesmo após sua mudança para o Grão-Ducado da Lituânia, e em seu posfácio à edição de Lviv do Apóstolo ele nomeou Moscou "nossa casa, nossa pátria e nossos parentes". Em 1935 um historiador russo de heráldica,  ru, avançou a hipótese de que sua marca de impressor era o brasão de armas de Rahoza, uma família bielorrussa da  szlachta e que Fyodorov tinha uma conexão com essa família seja por descendência ou por adoção. Nenhum pesquisador subsequente aceitou essa teoria além de Nemirovsky (2002), que concordou apenas com a possibilidade de adoção, mas não com a teoria da descendência de Fyodorov da szlachta.
Fyodorov se formou na Universidade de Cracóvia em 1532 com um bacharelado. Em 1564–5 Fedorov aceitou uma nomeação como diácono na igreja de São Nicolau (Gostunsky) no Kremlin de Moscou. Junto com Pyotr Timofeev de Mstislavl (ou seja, Mstislavets), ele estabeleceu o Pátio de Impressão de Moscou e publicou uma série de obras litúrgicas em eslavo eclesiástico usando tipos móveis. Esta inovação técnica criou competição para os escribas moscovitas, que começaram a perseguir Fyodorov e Mstislavets, finalmente forçando-os a fugir para o Grão-Ducado da Lituânia depois que sua oficina de impressão foi queimada (um suposto incêndio criminoso, como relatado por Giles Fletcher em 1591).
Os impressores foram recebidos pelo Grande Hetmã Lituano Hrehory Chodkiewicz em sua propriedade em Zabłudów (norte de Podláquia), onde publicaram Yevangeliye uchitel'noye (Evangelho Didático, 1569) (veja Evangelho de Zabłudów) e Psaltir' (Saltério, 1570).
Fyodorov mudou-se para Lviv em 1572 e retomou seu trabalho como impressor no ano seguinte no Mosteiro de Santo Onúfrio. (A lápide de Fyodorov em Lviv está inscrita com a frase "renovada impressão negligenciada".) Em 1574 Fyodorov, com a ajuda de seu filho e Hryn Ivanovych de Zabłudów publicou a segunda edição do Apostolos (Apóstolo, anteriormente publicado por ele em Moscou), com um epílogo autobiográfico, e uma Azbuka (Livro do alfabeto).
Em 1575 Fyodorov, agora a serviço do Príncipe Konstanty Wasyl Ostrogski, foi colocado no comando do Mosteiro Derman perto de Dubno; em 1577–9 ele estabeleceu a Imprensa de Ostrog, onde, em 1581, publicou a Bíblia de Ostrog — a primeira versão completa da Bíblia em eslavo eclesiástico impressa em tipos móveis — bem como uma série de outros livros. Fyodorov retornou a Lviv após uma briga com o Príncipe Konstantyn Ostrogski, mas sua tentativa de reabrir sua gráfica não foi bem-sucedida. Suas instalações de impressão se tornaram propriedade da Irmandade da Dormição de Lviv (mais tarde o Instituto Stauropegion). A irmandade usou os projetos originais de Fyodorov até o início do século XIX.
Em 1583 ele visitou Viena e Cracóvia, onde mostrou ao Imperador suas últimas invenções. Ele então retornou a Lviv, onde morreu em 16 de dezembro de 1583; foi enterrado lá no terreno do Mosteiro de Santo Onúfrio.

## Publicações

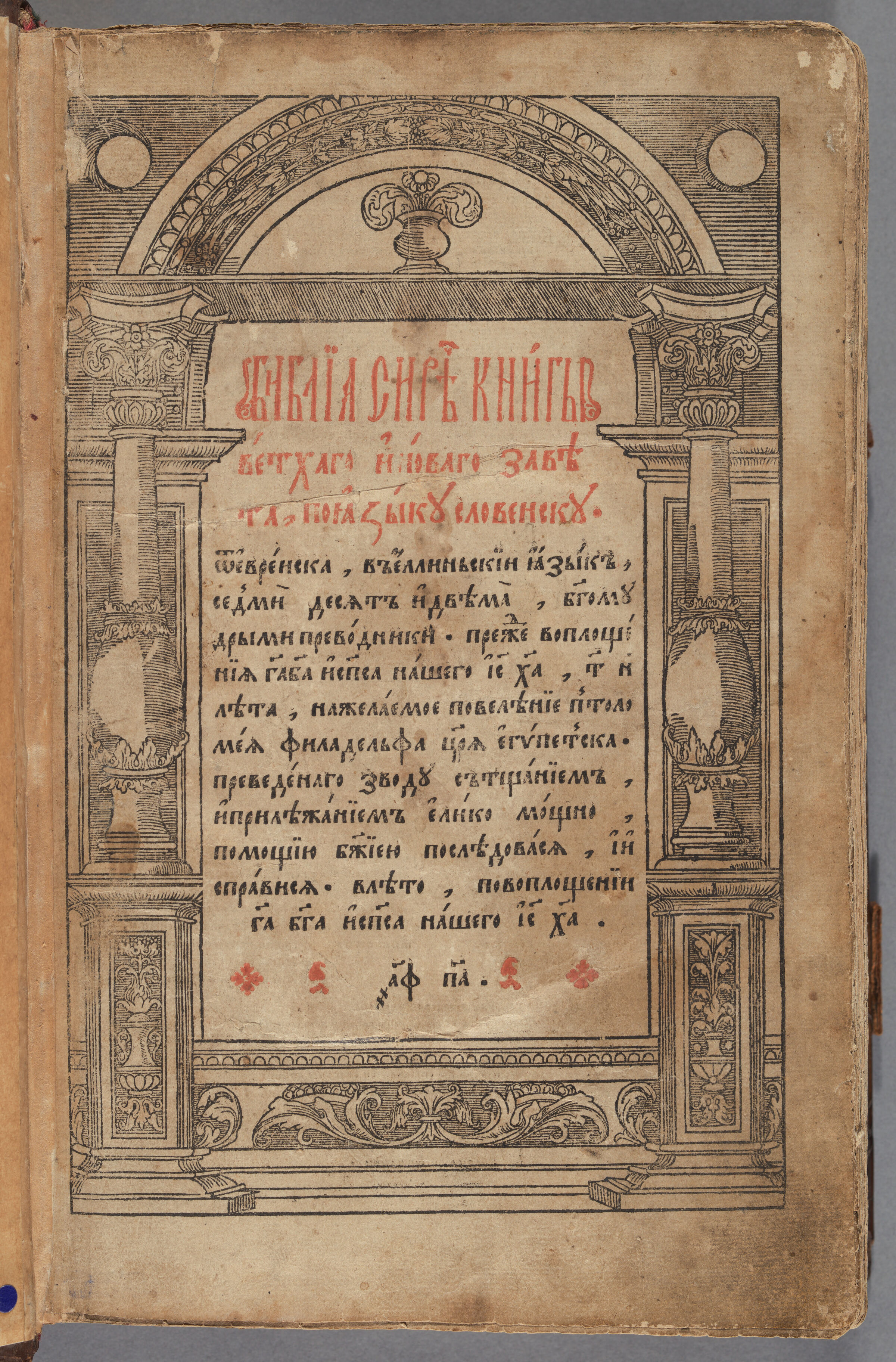
Página de título da Bíblia de Ostrog, 1581

- Apostolos (Apostol). Moscou, 17 de abril de 1563 – 3 de março de 1564, 6 folhas não numeradas e 262 numeradas (em numerais cirílicos) medindo pelo menos 285 x 193 mm, em duas cores, edição de cerca de 1.000 cópias das quais pelo menos 47 cópias existem.
- Duas edições do Livro de Horas (Chasovnic). Moscou, 7 de agosto – 29 de setembro de 1565 e 2 de setembro – 29 de outubro de 1565, 173 (172 na segunda edição) folhas não numeradas medindo pelo menos 166 x 118 mm, impressas em duas cores, pelo menos 7 cópias existem hoje.
- Evangelho Didático (Yevangeliye uchitelnoye). Zabłudów, 8 de julho de 1568 – 17 de março de 1569, 8 folhas não numeradas e 399 numeradas medindo pelo menos 310 x 194 mm, impressas em duas cores, pelo menos 31 cópias existem hoje.
- Salmos com Livro de Horas. Zabłudów, 26 de setembro de 1569 – 23 de março de 1570, 18 folhas não numeradas com dois conjuntos numerados separadamente de 284 e 75 folhas medindo pelo menos 168 x 130 mm (uma cópia muito cortada), impressas em duas cores. Uma edição muito rara: apenas três cópias existentes são conhecidas, todas incompletas. O primeiro livro cirílico com tabelas governadas. Uma versão digital está disponível.
- Apostolos. Lvov, 25 de fevereiro de 1573 – 15 de fevereiro de 1574, 15 folhas não numeradas e 264 numeradas medindo pelo menos 300 x 195 mm, impressas em duas cores, edição de 1.000–1.200 cópias, pelo menos 70 cópias existem hoje. Similar à edição de Moscou de 1564 com um design um pouco mais refinado, um prefácio e um novo posfácio. PDF disponível
- Cartilha. Lviv, 1574, 40 folhas não numeradas, moldura (página tipo) de 127,5 x 63 mm, impressa em duas cores, edição de provavelmente 2.000 cópias, mas apenas uma é conhecida por ter sobrevivido (armazenada na biblioteca da Universidade Harvard).
- Leitor Greco-Russo Eslavo Eclesiástico. Ostrog, 1578, 8 folhas não numeradas, moldura de 127,5 x 64 mm, impressa em uma cor, disposta em duas colunas (texto grego e eslavônico paralelo) pela primeira vez nos livros de Fyodorov, apenas uma cópia existe (armazenada na Biblioteca Estadual de Gotha, Alemanha Oriental). Esta cópia está encadernada com uma cópia da Cartilha de 1578 (veja abaixo), o que as faz aparecer como um livro referido como Cartilha de Ostrog de 1578. Uma versão digital está disponível online.
- Cartilha. Ostrog, 1578, 48 folhas não numeradas, moldura de 127,5 x 63 mm, impressa em uma cor, a edição foi de muitas cópias, mas apenas duas cópias incompletas existem (uma já mencionada acima, a outra é mantida na Biblioteca Real de Copenhague). Uma reimpressão da Cartilha de Lviv de 1574 com a adição de "Sobre as Letras" por Chernorizets Hrabar. Uma versão digital está disponível online.
- Novo Testamento com Salmos. Ostrog, 1580, 4 folhas não numeradas + 480 numeradas medindo pelo menos 152 x 87 mm, impressas em duas cores, o número de cópias é desconhecido, pelo menos 47 cópias existem.
- Índice alfabético da edição anterior ("Knizhka, sobraniye veschey ..."). Ostrog, 1580, 1 folha não numerada e 52 numeradas, moldura de 122 x 55 mm, impressa em uma cor, pelo menos 13 cópias existem (frequentemente adicionadas ao livro anterior, mas evidentemente impressas e publicadas separadamente como uma edição especial).
- Cronologia de Andrew Rymsha ("Kotorogo sya m(s)tsa shto za starykh věkov děyelo korotkoye opisaniye"). Ostrog, 5 de maio de 1581, folheto de duas páginas (texto impresso no interior das páginas), moldura de cerca de 175 x 65 mm. A única cópia conhecida está armazenada na Biblioteca Pública Estadual Saltykov-Shchedrin em São Petersburgo.
- Bíblia. Ostrog, 1581. 8 folhas não numeradas com cinco conjuntos numerados separadamente de 276, 180, 30, 56 e 78 folhas medindo pelo menos 309 x 202 mm, texto disposto em duas colunas, incluindo algumas em grego, principalmente impressa em uma cor (vermelhão é usado apenas para o título), edição de 1.500 cópias das quais aproximadamente 400 existem.